# Mieczysław Młynarski
Pour les articles homonymes, voir Młynarski.
Mieczysław Młynarski, né le 17 mai 1956 à Resko (Pologne) et mort le 20 juin 2025, est un joueur et entraîneur polonais de basket-ball. Il joue au poste d'ailier. 

## Biographie
Joueur, Mieczysław Młynarski évolue au poste d'ailier avec les clubs de Górnik Wałbrzych, Lech Poznań puis au SVD 49 Dortmund en Allemagne de l'Ouest. En 1982, il marque 90 points lors d'un match contre le Pogoń Szczecin.
Avec la sélection polonaise, il participe à plusieurs éditions du championnat d'Europe, terminant meilleur des éditions de 1979 et de 1981. Il participe également aux Jeux olympiques de 1980.
Il meurt le 20 juin 2025.